# Richard Wrede
Richard Leon Jalmo Wrede, Profilen, född 23 juni 1975 i Stockholm, är en svensk rappare och låtskrivare. 
Wrede släppte några singlar i början av 2000-talet, och arbetade bland annat med DJ Sleepy, Petter och Eye N' I. På Petters debutalbum Mitt sjätte sinne medverkade Profilen på spåren Håller fortet och Drömmar. Han medverkade även på låten Storfräsare på Pst/Qs album Natt klockan tolv på dagen. Wrede har bland annat släppt låtarna Ghettoängel, Aldrig mer och 2003. Tillsammans med Eye N' I ingår Wrede i duon Phenomena 3 eller PH3 som 2005 släppte debutalbumet På väg till planet PH3 följt av albumen PH3 löser ett fall 2010 och Moderna tider 2013.
Han är bror till Melinda Wrede och son till Curt Jalmo.
Efternamnet Wrede är taget från hans morfars mor Anna Wrede, född 1896-12-01 i Sköns församling (Västernorrlandslän).